# Metaleurodicus minimus
Metaleurodicus minimus là một loài côn trùng cánh nửa trong họ Aleyrodidae, phân họ Aleurodicinae.
Metaleurodicus minimus được Quaintance miêu tả khoa học đầu tiên năm 1900.